# Carlos Riquelme
Carlos Riquelme (* 13. Mai 1914 in Mexiko-Stadt; † 17. Mai 1990 ebenda) war ein mexikanischer Schauspieler.

## Leben
Carlos Riquelme studierte Philosophie und Rechtswissenschaften an der Nationalen Autonomen Universität von Mexiko. Während seines Studiums spielte in einer von Julio Bracho gegründeten Theatergruppe, mit späteren Schauspielern wie Carlos López Moctezuma, Isabela Corona und Tomas Perrin. Er blieb bei der Schauspielerei und debütierte Ende der 1930er Jahre beim Mexikanischen Film. Neben nationalen Produktionen wie Brandung der Leidenschaft und Das Grab des Dr. Caligari, war er auch in internationalen Produktionen wie Unter dem Vulkan und Milagro – Der Krieg im Bohnenfeld zu sehen.

## Filmografie (Auswahl)
- 1949: Die Herrin von Soto (La malquerida)
- 1951: Verbotene Straße (Víctimas del pecado)
- 1953: Brandung der Leidenschaft (La red)
- 1954: Rebellion der Gehenkten (La rebelión de los colgados)
- 1955: Das verbrecherische Leben des Archibaldo de la Cruz (Ensayo de un crimen)
- 1956: Die Rebellenbraut (La escondida)
- 1956: Platillos Voladores
- 1956: Unter Mordverdacht (A Woman's Devotion)
- 1957: Schach dem Satan (Ladrón de cadáveres)
- 1958: Das Grab des Dr. Caligari (Misterios de la magia negra)
- 1969: Dosierter Mord (The Big Cube)
- 1970: Yucca Flat – Die verrückteste Stadt des wilden Westens (The Phantom Gunslinger)
- 1979: Guayana – Kult der Verdammten (Guyana, el crimen del siglo)
- 1984: Unter dem Vulkan (Under the Volcano)
- 1988: Milagro – Der Krieg im Bohnenfeld (The Milagro Beanfield War)